# Gunsyn Cydenowa

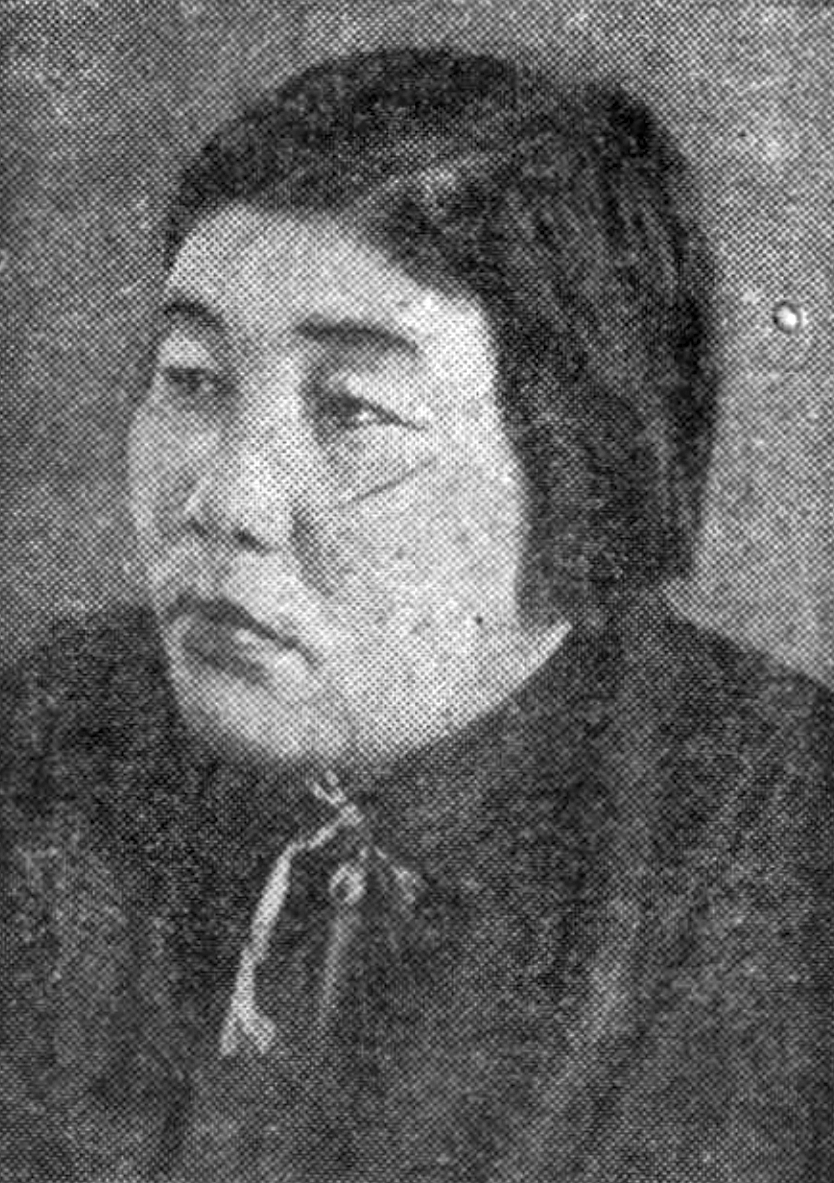
Gunsyn Cydenowa

Gunsyn Ajusziejewna Cydenowa (ros. Гунсын Аюшеевна Цыденова, ur. w maju 1909 w ułusie Ust´-Orot w obwodzie zabajkalskim, zm. 1994) – działaczka państwowa Buriacko-Mongolskiej ASRR.

## Życiorys
Od 1932 należała do WKP(b), 1933-1934 była słuchaczką szkoły budownictwa radzieckiego i partyjnego, 1934-1935 przewodniczącą kołchozu "Put' Stalina" w Buriacko-Mongolskiej ASRR, a od 1935 do października 1937 przewodniczącą aszanginskiej rady somonnej. Od października 1937 do września 1938 była instruktorem rejonowego komitetu WKP(b), od września 1938 do kwietnia 1941 słuchaczką technikum rolniczego w Ułan Ude, a od 12 kwietnia 1941 do 25 marca 1947 przewodniczącą Prezydium Rady Najwyższej Buriacko-Mongolskiej ASRR. Od września 1947 do września 1952 studiowała w Instytucie Weterynaryjnym w Ułan Ude, 1952-1953 organizowała klinikę tego instytutu, 1953-1954 była przewodniczącą kołchozu im. F. Engelsa, 1954-1958 weterynarzem stanicy maszynowo-traktorowej, a 1958-1960 kierownikiem placówki weterynaryjnej w Buriacko-Mongolskiej ASRR. Została odznaczona Orderem „Znak Honoru”.